# Tiexi
Tiexi (en chino, 铁西; pinyin, Tiěxī) es un distrito urbano bajo la administración directa de la Prefectura Shenyang   en la Provincia de Liaoning, República Popular China.  Su área es de 286 km² y su población total para 2010 superó los 800 mil habitantes. 

## Administración
Desde julio de 2023, el  Distrito Tiexi  se divide en 14 pueblos que se administrados en subdistritos.